# 日本のアダルトアニメ一覧 (1960年代-1990年代)
- アニメ > アダルトアニメ > 日本のアダルトアニメ一覧 > 日本のアダルトアニメ一覧 (1960年代-1990年代)
- アニメ > アニメ作品一覧 > 日本のアダルトアニメ一覧 > 日本のアダルトアニメ一覧 (1960年代-1990年代)

日本のアダルトアニメ一覧 (1960年代-1990年代)では、日本におけるアニメ商業作品においてアダルトアニメとされている作品の1969年から1999年にかけての一覧を年代順に記載。
- 記載の凡例については日本のアダルトアニメ一覧#凡例を参照

| あ行 | あ・い・う・え・お | は行 | は・ひ・ふ・へ・ほ |
| か行 | か・き・く・け・こ | ま行 | ま・み・む・め・も |
| さ行 | さ・し・す・せ・そ | や行 | や・ゆ・よ         |
| た行 | た・ち・つ・て・と | ら行 | ら・り・る・れ・ろ |
| な行 | な・に・ぬ・ね・の | わ行 | わ・ゐ・ゑ・を・ん |

| 1960年代 - 1990年代 | 1960年代 | 1960・1961・1962・1963・1964・1965・1966・1967・1968・1969 |
| 1960年代 - 1990年代 | 1970年代 | 1970・1971・1972・1973・1974・1975・1976・1977・1978・1979 |
| 1960年代 - 1990年代 | 1980年代 | 1980・1981・1982・1983・1984・1985・1986・1987・1988・1989 |
| 1960年代 - 1990年代 | 1990年代 | 1990・1991・1992・1993・1994・1995・1996・1997・1998・1999 |
| 2000年代            | 2000年代 | 2000・2001・2002・2003・2004・2005・2006・2007・2008・2009 |
| 2010年代            | 2010年代 | 2010・2011・2012・2013・2014・2015・2016・2017・2018・2019 |
| 2020年代            | 2020年代 | 2020・2021・2022・2023・2024・2025・2026・2027・2028・2029 |

| 目次 | • 脚注• 注釈• 出典• 参考文献 |

## 1960年代
| 年月日         | 作品名              | 製作               | 発売元                           | 販売元                           |
| -------------- | ------------------- | ------------------ | -------------------------------- | -------------------------------- |
| 1969年6月14日  | 千夜一夜物語        | 虫プロダクション   | ポニーキャニオン、日本コロムビア | ポニーキャニオン、日本コロムビア |
| 1969年10月29日 | ㊙劇画 浮世絵千一夜 | レオプロダクション | 東映芸能ビデオ                   | 東映                             |
| ↑目次          |                     | 1970年代→          | 1970年代→                        | 1970年代→                        |

## 1970年代
| 年月日        | 作品名                          | 製作             | 発売元                           | 販売元                             |
| ------------- | ------------------------------- | ---------------- | -------------------------------- | ---------------------------------- |
| 1970年9月15日 | クレオパトラ                    | 虫プロダクション | ポニーキャニオン、日本コロムビア | ポニーキャニオン、日本コロムビア   |
| 1971年3月     | 好色日本性豪夜話                | 六邦映画         | -                                | -                                  |
| 1971年9月24日 | ヤスジのポルノラマ やっちまえ!! | 東京テレビ動画   | 幻の映画復刻レーベルDIG          | ハピネット・メディアマーケティング |
| 1973年6月30日 | 哀しみのベラドンナ              | 虫プロダクション | ポニーキャニオン、日本コロムビア | ポニーキャニオン、日本コロムビア   |
| ←1960年代     | ↑目次                           | 1980年代→        | 1980年代→                        | 1980年代→                          |

## 1980年代
| 年月日         | 作品名                                                                           | 製作                         | 発売元                   | 販売元                |
| -------------- | -------------------------------------------------------------------------------- | ---------------------------- | ------------------------ | --------------------- |
| 1984年2月21日  | ワンダーマガジン ロリータアニメI 雪の紅化粧 / 少女薔薇刑                         | ワンダーキッズ               | ワンダーキッズ           |                       |
| 1984年5月1日   | ワンダーマガジン ロリータアニメII 何日子の死んでもいい / いけにえの祭壇          | ワンダーキッズ               | ワンダーキッズ           |                       |
| 1984年7月21日  | ワンダーマガジン ロリータアニメIII 仔猫ちゃんのいる店                            | ワンダーキッズ               | ワンダーキッズ           |                       |
| 1984年8月5日   | くりいむレモン パート1 媚・妹・Baby                                              | フェアリーダスト             | フェアリーダスト         | ポニーキャニオン、JHV |
| 1984年9月5日   | くりいむレモン パート2 エスカレーション 〜今夜はハードコア〜                     | フェアリーダスト             | フェアリーダスト         | ポニーキャニオン、JHV |
| 1984年11月10日 | スーパーアダルトアニメ 青い体験                                                  | ミッドナイト25               | オレンジビデオハウス     |                       |
| 1984年11月30日 | オリジナルビデオロマンスアニメーション 女子大生 聖子ちゃん                       | レッツ                       | レッツ                   |                       |
| 1984年12月3日  | くりいむレモン パート3 SF・超次元伝説ラル                                        | フェアリーダスト             | フェアリーダスト         | ポニーキャニオン、JHV |
| 1984年12月15日 | スーパーアダルトアニメ ザ・サティスファクション                                  | ミッドナイト25               | オレンジビデオハウス     |                       |
| 1984年12月15日 | ロリータ・アニメVol.1 内山亜紀の おビョーキ亜紀ちゃん                            | にっかつ                     | にっかつビデオフィルムズ |                       |
| 1984年12月20日 | ロリータ・アニメVol.2 内山亜紀の ミルクのみ人形                                  | にっかつ                     | にっかつビデオフィルムズ |                       |
| 1984年12月20日 | ワンダーマガジン ロリータアニメIV 変奏曲                                         | ワンダーキッズ               | ワンダーキッズ           |                       |
| 1984年12月22日 | オリジナルビデオロマンスアニメーション オフィスレディー 明菜ちゃん               | レッツ                       | レッツ                   |                       |
| 1984年12月22日 | スケ番商会 キューティレモン PART1 ヴァージン・ロード                             | ファイブスター               | ファイブスター           |                       |
| 1984年         | スーパーテクニカルアニメ ザ・将軍                                                | 映研                         | 映研                     |                       |
| 1985年1月10日  | 美少女コミック ロリコン・エンジェル 蜜の味                                       | JHV                          | JHV                      |                       |
| 1985年1月10日  | ロリータ・アニメVol.3 内山亜紀の おもらしゴッコ                                  | にっかつ                     | にっかつビデオフィルムズ |                       |
| 1985年2月21日  | ワンダーマガジン ロリータアニメV サーフドリーミング                              | ワンダーキッズ               | ワンダーキッズ           |                       |
| 1985年3月10日  | スーパーアダルトアニメ 堕天使たちの狂宴                                          | ミッドナイト25               | オレンジビデオハウス     |                       |
| 1985年3月10日  | リトルマーメイドシリーズ ステージ1 裸足の放課後                                  | オールプロダクツ             | オールプロダクツ         |                       |
| 1985年3月13日  | くりいむレモン パート4 POP♡CHASER                                                | フェアリーダスト             | フェアリーダスト         | ポニーキャニオン、JHV |
| 1985年4月10日  | くりいむレモン パート5 亜美・AGAIN                                               | フェアリーダスト             | フェアリーダスト         | ポニーキャニオン、JHV |
| 1985年4月17日  | スケ番商会 キューティレモン PART2 グラデュエイション（卒業）                     | ファイブスター               | ファイブスター           |                       |
| 1985年4月25日  | リトルマーメイドシリーズ ステージ2 テレパシスト愛Q315                            | オールプロダクツ             | オールプロダクツ         |                       |
| 1985年5月1日   | リトルマーメイドシリーズ ステージ3 PUNKY FUNKY BABY                              | オールプロダクツ             | オールプロダクツ         |                       |
| 1985年5月10日  | ファンタスティックアニメーション 直子のトロピックエンジェル 漂流                 | オレンジビデオハウス         | オレンジビデオハウス     |                       |
| 1985年5月10日  | 美少女オリジナル・アニメの決定版 ペロペロキャンデー                              | エフ・エム・サプライ         | 富士アート               |                       |
| 1985年5月25日  | くりいむレモン パート6 エスカレーション2 〜禁断のソナタ〜                        | フェアリーダスト             | フェアリーダスト         | ポニーキャニオン、JHV |
| 1985年5月25日  | ワンダーマガジン ロリータアニメVI シーサイドエンジェル・MIU                      | ワンダーキッズ               | ワンダーキッズ           |                       |
| 1985年6月10日  | ドリームハンター麗夢                                                             | オレンジビデオハウス         | オレンジビデオハウス     |                       |
| 1985年6月21日  | ミルキイギャル① キャッツ愛                                                       | 富士ビデオ                   | 富士ビデオ               |                       |
| 1985年6月25日  | 超能力少女バラバンバ                                                             | ヒロメディア                 | JHV                      |                       |
| 1985年7月1日   | 美少女SFアニメ ラブリー・シリーズ 宇宙元年 愛が時をこえてゆく                    | 富士アート                   | 富士アート               |                       |
| 1985年7月10日  | くりいむレモン パート7 いけないマコちゃん MAKO・セクシーシンフォニー前編         | フェアリーダスト             | フェアリーダスト         | ポニーキャニオン、JHV |
| 1985年7月10日  | スーパーアダルトアニメ 青い体験2 聖女隊ロストバージン                            | オレンジビデオハウス         | オレンジビデオハウス     |                       |
| 1985年7月23日  | SFロリータファンタジー OME-1 モデルさんはソープ嬢の巻                            | 東和クリエイション、パル企画 | パル企画                 | ビクソン              |
| 1985年8月10日  | ミルキーチャイルドシリーズ 魔法のルージュ りっぷ☆すてぃっく                      | ミルキーズ・プロジェクト     | 白夜書房                 |                       |
| 1985年9月10日  | くりいむレモン パート8 スーパーバージン                                          | フェアリーダスト             | フェアリーダスト         | ポニーキャニオン、JHV |
| 1985年10月5日  | SFロリータファンタジー OME-1 ペニウス基地は拷問城の巻                            | 東和クリエイション、パル企画 | パル企画                 | ビクソン              |
| 1985年10月9日  | 20世紀最後のあがき… スーパーエロティックアニメ マドンナ 気持ちいい事して下さい。 | レッツ                       | レッツ                   |                       |
| 1985年10月15日 | リトルマーメイドシリーズ ステージ4 シャイNing・めい                              | オールプロダクツ             | オールプロダクツ         |                       |
| 1985年10月17日 | 大正のロマンを求めて… スーパーエロティックアニメ 姉&妹 気持ちいい事して下さい。  | レッツ                       | レッツ                   |                       |
| 1985年10月17日 | くりいむレモン PART9 ハプニング・サマー                                          | フェアリーダスト             | フェアリーダスト         | ポニーキャニオン、JHV |
| 1985年11月     | 美少女SFアニメ ラブリー・シリーズ 創世記                                         | 富士アート                   | 富士アート               |                       |
| 1985年12月8日  | フルーツバージョン お姉ちゃんとわたし                                            | 正和                         | SHOWA                    |                       |
| 1985年12月25日 | くりいむレモン PART10 STAR TRAP                                                  | フェアリーダスト             | フェアリーダスト         | ポニーキャニオン、JHV |
| 1985年         | スケ番商会 キューティレモン PART3 ラストセレナーデ                               | ファイブスター               | ファイブスター           |                       |
| 1985年         | 平清盛と遊女                                                                     | 映研                         | 映研                     |                       |
| 1986年1月25日  | くりいむレモン PART11 黒猫館                                                     | フェアリーダスト             | フェアリーダスト         | ポニーキャニオン、JHV |
| 1986年2月25日  | くりいむレモン PART12 いけないマコちゃん MAKO・セクシーシンフォニー後編          | フェアリーダスト             | フェアリーダスト         | ポニーキャニオン、JHV |
| 1986年5月25日  | くりいむレモン PART13 亜美III                                                    | フェアリーダスト             | フェアリーダスト         | ポニーキャニオン、JHV |
| 1986年7月14日  | リヨン伝説フレア                                                                 | フレンズ、宇宙企画           | 宇宙企画                 |                       |
| 1986年7月21日  | 愛しのベティ 魔物語                                                              | 東映ビデオ、東北新社         | 東映ビデオ、東北新社     | 東映                  |
| 1986年8月10日  | くりいむレモン PART14 なりすスクランブル                                         | フェアリーダスト             | フェアリーダスト         | ポニーキャニオン、JHV |
| 1986年12月5日  | くりいむレモン PART15 超次元伝説ラルII 〜ラモー・ルーの逆襲〜                    | フェアリーダスト             | フェアリーダスト         | ポニーキャニオン、JHV |
| 1986年         | フルーツバージョン PART2 お兄ちゃんとわたし                                      | 正和                         | SHOWA                    |                       |
| 1987年1月21日  | 超神伝説うろつき童子 超神誕生篇                                                  | J.A.V.N.                     | J.A.V.N.                 |                       |
| 1987年2月21日  | くりいむレモン PART16 エスカレーション3 〜天使たちのエピローグ〜                 | フェアリーダスト             | フェアリーダスト         | ポニーキャニオン、JHV |
| 1987年3月21日  | くりいむレモン 第1回作品 森山塔ゲストスペシャル 5時間目のヴィーナス              | フェアリーダスト             | フェアリーダスト         | ポニーキャニオン、JHV |
| 1987年4月15日  | くりいむレモン ホワイト・シャドウ                                                | フェアリーダスト             | フェアリーダスト         | ポニーキャニオン、JHV |
| 1987年5月1日   | くりいむレモン 魔人形                                                            | フェアリーダスト             | フェアリーダスト         | ポニーキャニオン、JHV |
| 1987年5月25日  | BATTLE CAN2（バトル キャンキャン）                                               | にっかつ                     | にっかつビデオフィルムズ |                       |
| 1987年6月10日  | くりいむレモン e・tude 〜雪の鼓動〜                                              | フェアリーダスト             | フェアリーダスト         | ポニーキャニオン、JHV |
| 1987年6月25日  | くりいむレモンスペシャル DARK                                                    | フェアリーダスト             | フェアリーダスト         | JHV                   |
| 1987年7月10日  | くりいむレモン ゆめいろBUNNY                                                     | フェアリーダスト             | フェアリーダスト         | ポニーキャニオン、JHV |
| 1987年7月30日  | くりいむレモン サマーウィンド 〜少女たちが運んだ夏〜                             | フェアリーダスト             | フェアリーダスト         | ポニーキャニオン、JHV |
| 1987年9月21日  | かぐや姫 竹取物語                                                                | 東京スタジオ                 | 東京スタジオ             |                       |
| 1987年11月25日 | オリジナル・アダルト・アニメ ピンクのカーテン                                    | ビップ                       | ビップ                   |                       |
| 1987年12月16日 | くりいむレモン 二人のハートブレイクライブ                                        | フェアリーダスト             | フェアリーダスト         | ポニーキャニオン、JHV |
| 1988年1月21日  | くりいむレモン e・tudeII 〜早春コンチェルト〜                                    | フェアリーダスト             | フェアリーダスト         | ポニーキャニオン、JHV |
| 1988年3月21日  | くりいむレモン 森山塔スペシャルII 放課後×××                                      | フェアリーダスト             | フェアリーダスト         | ポニーキャニオン、JHV |
| 1988年3月21日  | 超神伝説うろつき童子2 超神呪殺篇                                                 | J.A.V.N.                     | J.A.V.N.                 |                       |
| 1988年3月25日  | ボディジャック 楽しい幽体離脱［完全版］                                          | バンダイ                     | AE企画                   | AE企画                |
| 1988年3月31日  | CLASSICAL SEX-ZONE 学園源氏物語 裸のゲンちゃん一発入魂                           |                              | コロニー                 |                       |
| 1988年4月10日  | バルテュス ティアの輝き                                                          | フレンズ                     | 宇宙企画                 |                       |
| 1988年4月30日  | CLASSICAL SEX-ZONE 学園浮世絵物語 ウタコちゃんのマタグラ太鼓                     |                              | コロニー                 |                       |
| 1988年5月25日  | 艶笑 日本昔ばなし                                                                | JHV                          | JHV                      |                       |
| 1988年6月30日  | CLASSICAL SEX-ZONE 学園平家物語 平先生の盛者必衰のオカマホリ                     |                              | コロニー                 |                       |
| 1988年10月21日 | くりいむレモン 亜美・それから 第1部 〜哀しみの中で〜                             | フェアリーダスト             | フェアリーダスト         | ポニーキャニオン、JHV |
| 1988年11月25日 | Crying フリーマン                                                                | 東映ビデオ                   | 東映                     |                       |
| 1988年12月6日  | ガイ -妖魔覚醒-                                                                  | フレンズ                     | 宇宙企画                 |                       |
| 1988年12月21日 | バイオレンスジャック 地獄街                                                      | 創映新社、JHV                | 創映新社、JHV            | JHV                   |
| 1989年2月3日   | くりいむレモン 亜美・それから 第2部 〜忘れたいのに〜                             | フェアリーダスト             | フェアリーダスト         | ポニーキャニオン、JHV |
| 1989年4月10日  | 超神伝説うろつき童子3 完結地獄篇                                                 | J.A.V.N.                     | J.A.V.N.                 |                       |
| 1989年6月21日  | くりいむレモン 亜美・それから 第3部 〜抱かれたいのに〜                           | フェアリーダスト             | フェアリーダスト         | ポニーキャニオン、JHV |
| 1989年8月24日  | 微・笑・女あにめラマ ミユキちゃんSOS -Hしちゃうゾ-                               |                              | 大陸書房                 |                       |
| 1989年8月25日  | やる気まんまん 秘技芸者篇                                                        | ナック映画                   | ナック                   | 東映                  |
| 1989年9月1日   | くりいむレモン 魔道都市アスタロト                                                | フェアリーダスト             | フェアリーダスト         | ポニーキャニオン、JHV |
| 1989年11月12日 | 冒険してもいい頃 初挑戦!AV業界!!                                                 | ナック映画                   | ナック                   | JHV                   |
| 1989年11月19日 | せくしいあにめラマ みなみの私の♡にタッチして…                                    |                              | 大陸書房                 |                       |
| ←1970年代      | ↑目次                                                                            | 1990年代→                    | 1990年代→                | 1990年代→             |

## 1990年代
| 年月日         | 作品名                                                                           | 製作                             | 発売元                         | 販売元                           |
| -------------- | -------------------------------------------------------------------------------- | -------------------------------- | ------------------------------ | -------------------------------- |
| 1990年2月22日  | せくしいあにめラマ まなみの未知との遭入!? ムチムチ探偵大冒険!!                   |                                  | 大陸書房                       |                                  |
| 1990年3月23日  | やる気まんまん2 昇天!ソープ嬢                                                    | ナック映画                       | ナック                         | 東映                             |
| 1990年4月21日  | リヨン伝説フレア2 禁断の惑星                                                     | フレンズ                         | 宇宙企画                       |                                  |
| 1990年4月27日  | 抱かれたい女                                                                     | 東映ビデオ、ギャラントカンパニー | 東映                           |                                  |
| 1990年5月21日  | くりいむレモン 亜美・それから 第4部 完結編 〜微笑みの中で〜                      | フェアリーダスト                 | フェアリーダスト               | ポニーキャニオン、JHV            |
| 1990年5月23日  | せくしいあにめラマ ごっくんドール 超次元ピッコちゃん登場!!                       |                                  | 大陸書房                       |                                  |
| 1990年5月25日  | 妖獣教室                                                                         | 大映映像                         | 大映映像                       | 大映                             |
| 1990年6月21日  | くりいむレモン 唯登詩樹ベストヒット ヨーロッパの印象［完全版］                   | フェアリーダスト                 | フェアリーダスト               | ポニーキャニオン、JHV            |
| 1990年7月21日  | くりいむレモン 亜麻木硅ベストヒット チェリーなゆううつ［完全版］                 | フェアリーダスト                 | フェアリーダスト               | ポニーキャニオン、JHV            |
| 1990年7月27日  | 妖獣教室II                                                                       | 大映映像                         | 大映映像                       | 大映                             |
| 1990年8月21日  | くりいむレモン 森山塔ベストヒット そうかもしんない［完全版］                     | フェアリーダスト                 | フェアリーダスト               | ポニーキャニオン、JHV            |
| 1990年8月24日  | やる気まんまん3 KYOTOハーレムナイト                                              | ナック映画                       | ナック                         | 東映                             |
| 1990年8月25日  | ANGEL（エンジェル）                                                              | ハミングバード                   | ハミングバード                 | パイオニアLDC                    |
| 1990年9月21日  | 抱かれたい女 金曜日のエクスタシー                                                | 東映ビデオ、ギャラントカンパニー | 東映                           |                                  |
| 1990年12月1日  | 真・超神伝説うろつき童子 魔胎伝 上 狂王復活への祈り                              | W.C.C.                           | J.A.V.N.、W.C.C.               | 日本コロムビア                   |
| 1991年4月1日   | 井原西鶴 好色一代男                                                              | オービー企画                     | 東宝                           |                                  |
| 1991年4月10日  | 真・超神伝説うろつき童子 魔胎伝 下 新宿摩天楼大戦                                | W.C.C.                           | J.A.V.N.、W.C.C.               | 日本コロムビア                   |
| 1991年7月26日  | 妖獣教室3                                                                        | 大映映像                         | 大映映像                       | 大映                             |
| 1991年8月23日  | オリジナル・スケベチック・アニメーション テレクラの秘密① それ行けテレクラ        | TECプロジェクト                  | JHV                            | JHV                              |
| 1991年9月27日  | オリジナル・スケベチック・アニメーション テレクラの秘密② またまたテレクラ        | TECプロジェクト                  | JHV                            | JHV                              |
| 1991年10月18日 | 妖獣教室4                                                                        | 大映映像                         | 大映映像                       | 大映                             |
| 1991年12月21日 | あげまんと福ちん                                                                 | ナック映画                       | ナック                         | MY-VIDEO                         |
| 1992年1月21日  | お元気クリニック Vol.1                                                           |                                  | APPLE                          | APPLE                            |
| 1992年2月21日  | お元気クリニック Vol.2                                                           |                                  | APPLE                          | APPLE                            |
| 1992年3月21日  | お元気クリニック Vol.3                                                           |                                  | APPLE                          | APPLE                            |
| 1992年6月26日  | 淫獣学園 La☆Blue Girl                                                            | 大映映像                         | 大映映像                       | 大映                             |
| 1992年7月17日  | くりいむレモン 青い性 〜アンジェ&ローズ                                          | フェアリーダスト                 | フェアリーダスト               | JHV                              |
| 1992年7月21日  | 妖獣戦線 アドベンチャーKID                                                       | ムーフィルム                     | ムーフィルム                   | 創美企画                         |
| 1992年10月1日  | 超神伝説うろつき童子 未来篇 第一話★真・超神の誕生                                | ムーフィルム                     | ムーフィルム                   | 日本コロムビア                   |
| 1992年12月11日 | 淫獣学園2 La☆Blue Girl                                                           | 大映映像                         | 大映映像                       | 大映                             |
| 1993年1月21日  | 超神伝説うろつき童子 未来篇2 シーザーズ・パレスの謎                              | ジュピターフィルムズ             | ジュピターフィルムズ           | 日本コロムビア                   |
| 1993年3月19日  | くりいむレモン 続 黒猫館                                                         | フェアリーダスト                 | フェアリーダスト               | ポニーキャニオン                 |
| 1993年3月21日  | 妖獣戦線 アドベンチャーKID2 -煉獄快楽篇-                                         | ジュピターフィルムズ             | ジュピターフィルムズ           | 創美エンタテインメント           |
| 1993年5月21日  | 超神伝説うろつき童子 未来篇3 シーザーズ・パレスの崩壊                            | ジュピターフィルムズ             | ジュピターフィルムズ           | 日本コロムビア                   |
| 1993年6月5日   | 淫獣学園3 La☆Blue Girl                                                           | 大映映像                         | 大映映像                       | 大映                             |
| 1993年7月9日   | 淫獣学園4 La☆Blue Girl                                                           | 大映映像                         | 大映映像                       | 大映                             |
| 1993年8月21日  | 超神伝説うろつき童子 未来篇4 未知への旅立ち                                      | ジュピターフィルムズ             | ジュピターフィルムズ           | 日本コロムビア                   |
| 1993年10月21日 | 妖獣戦線 アドベンチャーKID3 -愛の妙薬-                                           | ジュピターフィルムズ             | ジュピターフィルムズ           | 創美エンタテインメント           |
| 1993年12月21日 | 超神伝説うろつき童子 放浪篇 秘密の花園                                           | ジュピターフィルムズ             | ジュピターフィルムズ           | 日本コロムビア                   |
| 1994年1月28日  | 真・淫獣学園 La☆Blue Girl                                                        | 大映映像                         | 大映                           |                                  |
| 1994年3月25日  | 真・淫獣学園2 La☆Blue Girl 前編                                                  | 大映映像                         | 大映                           |                                  |
| 1994年3月21日  | 超神伝説うろつき童子 放浪篇2 神への長い道                                        | ジュピターフィルムズ             | ジュピターフィルムズ           | 日本コロムビア                   |
| 1994年3月25日  | 真・淫獣学園2 La☆Blue Girl 後編                                                  | 大映映像                         | 大映                           |                                  |
| 1994年5月13日  | 妖獣教室 香港復活篇                                                              | 大映                             | 大映                           | 徳間ジャパンコミュニケーションズ |
| 1994年5月27日  | 妖獣教室 完結篇                                                                  | 大映                             | 大映                           | 徳間ジャパンコミュニケーションズ |
| 1994年7月22日  | 聖獣伝 ツインドールズ 鬼獣きたりて淫れ舞う                                       | 大映                             | 大映                           | 徳間ジャパンコミュニケーションズ |
| 1994年8月5日   | ドラゴンピンク                                                                   | ピンクパイナップル               | ピンクパイナップル             | ピンクパイナップル               |
| 1994年8月5日   | 嘆きの健康優良児                                                                 | ピンクパイナップル               | ピンクパイナップル             | ピンクパイナップル               |
| 1994年8月26日  | 聖獣伝 ツインドールズ 淫王きたりて笛を吹く                                       | 大映                             | 大映                           | 徳間ジャパンコミュニケーションズ |
| 1994年10月21日 | 淫獣教師                                                                         | ピンクパイナップル               | ピンクパイナップル             | ピンクパイナップル               |
| 1994年10月21日 | 新・エンジェル                                                                   | ピンクパイナップル               | ピンクパイナップル             | ピンクパイナップル               |
| 1994年10月21日 | BLACKBOARD JUNGLE 外道学園 魔王エセデスの復活                                    | フェニックスエンタテインメント   | フェニックスエンタテインメント | 日本コロムビア                   |
| 1994年11月11日 | セーラー戦士 ヴィーナス♡ファイブ 淫魔の舞踏会                                    | 大映                             | 大映                           | 徳間ジャパンコミュニケーションズ |
| 1994年12月9日  | セーラー戦士 ヴィーナス♡ファイブ2 淫魔の迷宮                                     | 大映                             | 大映                           | 徳間ジャパンコミュニケーションズ |
| 1994年12月22日 | 淫魔妖女                                                                         | ピンクパイナップル               | ピンクパイナップル             | ピンクパイナップル               |
| 1995年2月1日   | BLACKBOARD JUNGLE 外道学園2 魔王アクィフェルの嘆き                               | フェニックスエンタテインメント   | フェニックスエンタテインメント | 日本コロムビア                   |
| 1995年4月21日  | 新・エンジェル2 空飛ぶ天使                                                       | ピンクパイナップル               | ピンクパイナップル             | ピンクパイナップル               |
| 1995年4月25日  | クール・ディバイシス・シリーズ OPERATION-1 奇妙な果実                            | ハニーディップ                   | リイド社                       | TDKコア                          |
| 1995年5月12日  | 淫獣聖戦 ツインエンジェル                                                        | 大映                             | 大映                           | 徳間ジャパンコミュニケーションズ |
| 1995年5月20日  | 超神伝説うろつき童子 放浪篇3 旅、果つる処                                        | スタジオテイクオフ               | スタジオテイクオフ             | 日本コロムビア                   |
| 1995年5月26日  | 嘆きの健康優良児II                                                               | ピンクパイナップル               | ピンクパイナップル             | ピンクパイナップル               |
| 1995年5月26日  | マジカルトワイライト2                                                            | ピンクパイナップル               | ピンクパイナップル             | ピンクパイナップル               |
| 1995年6月9日   | 淫獣聖戦2 ツインエンジェル                                                       | 大映                             | 大映                           | 徳間ジャパンコミュニケーションズ |
| 1995年6月16日  | 誘惑 COUNT DOWN 第1巻「ALIMONY HUNTER」「SEEK」                                  | ピンクパイナップル               | ピンクパイナップル             | ピンクパイナップル               |
| 1995年6月30日  | 淫獣教師II                                                                       | ピンクパイナップル               | ピンクパイナップル             | ピンクパイナップル               |
| 1995年6月30日  | 新・エンジェル3 青い体験                                                         | ピンクパイナップル               | ピンクパイナップル             | ピンクパイナップル               |
| 1995年6月30日  | ドラゴンピンクII                                                                 | ピンクパイナップル               | ピンクパイナップル             | ピンクパイナップル               |
| 1995年6月30日  | ゆんゆん☆パラダイス                                                              | ピンクパイナップル               | ピンクパイナップル             | ピンクパイナップル               |
| 1995年7月14日  | 淫獣聖戦3 ツインエンジェル                                                       | 大映                             | 大映                           | 徳間ジャパンコミュニケーションズ |
| 1995年7月21日  | 淫獣女教師                                                                       | ピンクパイナップル               | ピンクパイナップル             | ピンクパイナップル               |
| 1995年7月21日  | THE レイプマン アニメ・バージョン                                                | ピンクパイナップル               | ピンクパイナップル             | ピンクパイナップル               |
| 1995年7月21日  | ドラゴンピンクIII                                                                | ピンクパイナップル               | ピンクパイナップル             | ピンクパイナップル               |
| 1995年7月21日  | マジカルトワイライト3                                                            | ピンクパイナップル               | ピンクパイナップル             | ピンクパイナップル               |
| 1995年8月11日  | 淫獣聖戦4 ツインエンジェル                                                       | 大映                             | 大映                           | 徳間ジャパンコミュニケーションズ |
| 1995年8月19日  | BLACKBOARD JUNGLE 外道学園3 神々の大いなる欲望                                   | フェニックスエンタテインメント   | フェニックスエンタテインメント | 日本コロムビア                   |
| 1995年8月25日  | 淫獣教師III                                                                      | ピンクパイナップル               | ピンクパイナップル             | ピンクパイナップル               |
| 1995年8月25日  | エルフの若奥様 第一章                                                            | ピンクパイナップル               | ピンクパイナップル             | ピンクパイナップル               |
| 1995年8月25日  | 新・エンジェル4 一週間の花嫁                                                     | ピンクパイナップル               | ピンクパイナップル             | ピンクパイナップル               |
| 1995年8月25日  | 誘惑 COUNT DOWN 第2巻「紅」「ずっと甘いくちびる」                                | ピンクパイナップル               | ピンクパイナップル             | ピンクパイナップル               |
| 1995年10月13日 | 嘆きの健康優良児III                                                              | ピンクパイナップル               | ピンクパイナップル             | ピンクパイナップル               |
| 1995年10月21日 | クール・ディバイシス・シリーズ OPERATION-2 聖少女                                | ハニーディップ                   | リイド社                       | TDKコア                          |
| 1995年10月27日 | エルフの若奥様 第二章                                                            | ピンクパイナップル               | ピンクパイナップル             | ピンクパイナップル               |
| 1995年10月27日 | ドラゴン・ライダー 上巻                                                          | ピンクパイナップル               | ピンクパイナップル             | ピンクパイナップル               |
| 1995年11月22日 | 淫獣教師IV                                                                       | ピンクパイナップル               | ピンクパイナップル             | ピンクパイナップル               |
| 1995年11月22日 | 新・エンジェル5 最後の夜                                                         | ピンクパイナップル               | ピンクパイナップル             | ピンクパイナップル               |
| 1995年11月22日 | 誘惑 COUNT DOWN 第3巻「バージン ロード」「からくり評判記」                       | ピンクパイナップル               | ピンクパイナップル             | ピンクパイナップル               |
| 1995年12月10日 | BLACKBOARD JUNGLE 外道学園4 果てしなき戦いへの序曲                               | フェニックスエンタテインメント   | フェニックスエンタテインメント | 日本コロムビア                   |
| 1995年12月22日 | STAINLESS NIGHT（ステンレス・ナイト） 2010 LINEAR                                | ピンクパイナップル               | ピンクパイナップル             | ピンクパイナップル               |
| 1996年1月12日  | 妖獣教室外伝 劇場版 前編 ［成人指定版］                                          | 大映                             | 大映                           | 徳間ジャパンコミュニケーションズ |
| 1996年1月19日  | きゃんきゃんバニーエクストラ Vol.1                                               | ピンクパイナップル               | ピンクパイナップル             | ピンクパイナップル               |
| 1996年1月26日  | ドラゴン・ライダー 下巻                                                          | ピンクパイナップル               | ピンクパイナップル             | ピンクパイナップル               |
| 1996年2月2日   | 平成ハレンチ学園                                                                 | ピンクパイナップル               | ピンクパイナップル             | ピンクパイナップル               |
| 1996年2月9日   | 妖獣教室外伝 劇場版 後編 ［成人指定版］                                          | 大映                             | 大映                           | 徳間ジャパンコミュニケーションズ |
| 1996年2月21日  | クール・ディバイシス・シリーズ OPERATION-3 愛玩少女                              | ハニーディップ                   | リイド社                       | TDKコア                          |
| 1996年2月23日  | 亜紀子 第1巻                                                                     | ピンクパイナップル               | ピンクパイナップル             | ピンクパイナップル               |
| 1996年3月8日   | とらぶる♥EVOCATION（えぼけーしょん） Vol.1                                       | ピンクパイナップル               | ピンクパイナップル             | ピンクパイナップル               |
| 1996年3月15日  | きゃんきゃんバニーエクストラ Vol.2                                               | ピンクパイナップル               | ピンクパイナップル             | ピンクパイナップル               |
| 1996年3月21日  | クール・ディバイシス・シリーズ OPERATION-4 綺麗                                  |                                  | リイド社                       | TDKコア                          |
| 1996年3月22日  | 淫魔妖女II M・A・Y・A                                                            | ピンクパイナップル               | ピンクパイナップル             | ピンクパイナップル               |
| 1996年3月22日  | STAINLESS NIGHT（ステンレス・ナイト） 2021 SAYAKA                                | ピンクパイナップル               | ピンクパイナップル             | ピンクパイナップル               |
| 1996年4月26日  | 淫獣女教師2 妖花狂宴の章                                                         | ピンクパイナップル               | ピンクパイナップル             | ピンクパイナップル               |
| 1996年4月26日  | パレ〜ド♥パレ〜ド SIDE A                                                         | ピンクパイナップル               | ピンクパイナップル             | ピンクパイナップル               |
| 1996年5月3日   | ハレンチ紅門マン遊記                                                             | ピンクパイナップル               | ピンクパイナップル             | ピンクパイナップル               |
| 1996年5月17日  | きゃんきゃんバニーエクストラ Vol.3                                               | ピンクパイナップル               | ピンクパイナップル             | ピンクパイナップル               |
| 1996年5月21日  | 近未来SFエロティックアクション 人形使い                                          | センテスタジオ                   | センテスタジオ                 | センテスタジオ                   |
| 1996年5月24日  | 淫魔大都市 ヴァンパイア・マドンナ編                                              | P-MAN                            | P-MAN                          | オンリー・ハーツ                 |
| 1996年5月24日  | とらぶる♥EVOCATION（えぼけーしょん） Vol.2                                       | ピンクパイナップル               | ピンクパイナップル             | ピンクパイナップル               |
| 1996年6月21日  | オーキッド★エンブレム                                                            | ビームエンタテインメント         | ビームエンタテインメント       | ビームエンタテインメント         |
| 1996年6月21日  | SOAPのMOKOちゃん                                                                 | センテスタジオ                   | センテスタジオ                 | センテスタジオ                   |
| 1996年6月28日  | 淫魔妖女III 魔夜                                                                 | ピンクパイナップル               | ピンクパイナップル             | ピンクパイナップル               |
| 1996年6月28日  | BLACKBOARD JUNGLE 外道学園Z Vol.1 悪魔狩りの夜                                   | フェニックスエンタテインメント   | フェニックスエンタテインメント | JHV                              |
| 1996年7月21日  | クール・ディバイシス・シリーズ OPERATION-5 SEEK VOL.1 牝奴隷・大倉真梨乃         | ハニーディップ                   | リイド社                       | TDKコア                          |
| 1996年7月26日  | 亜紀子 第2巻                                                                     | ピンクパイナップル               | ピンクパイナップル             | ピンクパイナップル               |
| 1996年7月26日  | 淫獣学園EX La☆Blue Girl 初恋裏色魔篇                                             | 大映                             | 大映                           |                                  |
| 1996年7月26日  | 着ぐるみ戦隊キルティアン 第1話「着脱!キルティアン!?」                            | ピンクパイナップル               | ピンクパイナップル             | ピンクパイナップル               |
| 1996年7月26日  | パレ〜ド♥パレ〜ド SIDE B                                                         | ピンクパイナップル               | ピンクパイナップル             | ピンクパイナップル               |
| 1996年8月21日  | アドバンサー ティナ                                                              | ビームエンタテインメント         | ビームエンタテインメント       | ビームエンタテインメント         |
| 1996年8月23日  | 淫獣学園EX2 La☆Blue Girl 妖恋呪縛篇                                              | 大映                             | 大映                           |                                  |
| 1996年8月23日  | 忍法乱れからくり 其ノ一 抜け忍 巴え恋                                            | ピンクパイナップル               | ピンクパイナップル             | ピンクパイナップル               |
| 1996年8月23日  | 野々村病院の人々 THE ANIMATION 前篇                                              | ピンクパイナップル               | ピンクパイナップル             | ピンクパイナップル               |
| 1996年9月13日  | 妖獣教室外伝2 エロス女神降臨                                                     | 大映                             | 大映                           | 徳間ジャパンコミュニケーションズ |
| 1996年9月13日  | 妖獣教室外伝3 聖母のエクスタシー                                                 | 大映                             | 大映                           | 徳間ジャパンコミュニケーションズ |
| 1996年9月21日  | クール・ディバイシス・シリーズ OPERATION-6 SEEK VOL.2 女王・沙貴                 | ハニーディップ                   | リイド社                       | TDKコア                          |
| 1996年9月21日  | LUNATIC NIGHT（ルナティックナイト）                                              | ナック映画                       | ヤングコーポレーション、ナック | ビームエンタテインメント         |
| 1996年9月27日  | 新リヨン伝説 漆黒の魔神                                                          | 宇宙企画                         | メディアステーション           |                                  |
| 1996年9月27日  | 野々村病院の人々 THE ANIMATION 後篇                                              | ピンクパイナップル               | ピンクパイナップル             | ピンクパイナップル               |
| 1996年9月27日  | 魔討綺譚 ZANKAN!（斬奸） 第一巻                                                  | ピンクパイナップル               | ピンクパイナップル             | ピンクパイナップル               |
| 1996年10月11日 | 淫獣学園EX3 La☆Blue Girl 邪恋地獄篇                                              | 大映                             | 大映                           |                                  |
| 1996年10月25日 | 淫獣女教師3 幻夢狂濤の章                                                         | ピンクパイナップル               | ピンクパイナップル             | ピンクパイナップル               |
| 1996年10月25日 | 魔法の詩保ちゃん 第1話 南極よりの使者                                            | ピンクパイナップル               | ピンクパイナップル             | ピンクパイナップル               |
| 1996年11月8日  | 淫獣学園EX4 La☆Blue Girl 哀恋輪廻篇                                              | 大映                             | 大映                           |                                  |
| 1996年11月21日 | 居候天国                                                                         | ナック映画                       | ヤングコーポレーション、ナック | ビームエンタテインメント         |
| 1996年11月29日 | 淫獣家庭教師                                                                     | ピンクパイナップル               | ピンクパイナップル             | ピンクパイナップル               |
| 1996年11月29日 | エイミーと呼ばないでっ♡ ①                                                        | ピンクパイナップル               | ピンクパイナップル             | ピンクパイナップル               |
| 1996年11月29日 | 河原崎家の一族 THE ANIMATION 前篇                                                | ピンクパイナップル               | ピンクパイナップル             | ピンクパイナップル               |
| 1996年11月29日 | 忍法乱れからくり 其ノ二 くノ一逆襲 蜜地獄                                        | ピンクパイナップル               | ピンクパイナップル             | ピンクパイナップル               |
| 1996年11月30日 | クール・ディバイシス・シリーズ OPERATION-7 YELLOW STAR                           | ハニーディップ                   | リイド社                       | TDKコア                          |
| 1996年12月18日 | 銀河帝国の滅亡・外伝 蒼き狼たちの伝説X VOL.1 7番目の男                           | フェニックスエンタテインメント   | フェニックスエンタテインメント | ビームエンタテインメント         |
| 1996年12月18日 | クール・ディバイシス・シリーズ OPERATION-8 奴隷戦士マヤ VOL.1                    |                                  | リイド社                       | TDKコア                          |
| 1996年12月20日 | きゃんきゃんバニーエクストラ Vol.4                                               | ピンクパイナップル               | ピンクパイナップル             | ピンクパイナップル               |
| 1996年12月24日 | 着ぐるみ戦隊キルティアン 第2話「発進!メタルパピィ!!」                            | ピンクパイナップル               | ピンクパイナップル             | ピンクパイナップル               |
| 1996年12月28日 | 超神伝説うろつき童子 完結篇1                                                     | ボイジャーエンターテイメント     | ボイジャーエンターテイメント   | 日本コロムビア                   |
| 1997年1月1日   | 淫獣エイリアン                                                                   | ピンクパイナップル               | ピンクパイナップル             | ピンクパイナップル               |
| 1997年1月21日  | 魔法少女メルル オーガの山                                                        | 波素館                           | 波素館                         | ビームエンタテインメント         |
| 1997年1月24日  | 魔討綺譚 ZANKAN!（斬奸） 第二巻                                                  | ピンクパイナップル               | ピンクパイナップル             | ピンクパイナップル               |
| 1997年1月30日  | クール・ディバイシス・シリーズ OPERATION-9 奴隷戦士マヤ VOL.2                    |                                  | リイド社                       | TDKコア                          |
| 1997年2月14日  | 微熱症候群 保健室へようこそ                                                      | ナック映画                       | ヤングコーポレーション、ナック | カレス・コミュニケーションズ     |
| 1997年2月21日  | エイミーと呼ばないでっ♡ ②                                                        | ピンクパイナップル               | ピンクパイナップル             | ピンクパイナップル               |
| 1997年2月21日  | きゃんきゃんバニーエクストラ Vol.5                                               | ピンクパイナップル               | ピンクパイナップル             | ピンクパイナップル               |
| 1997年2月21日  | クール・ディバイシス・シリーズ OPERATION-10 拘束                                 |                                  | TDKコア                        | TDKコア                          |
| 1997年3月2日   | クール・ディバイシス・シリーズ OPERATION-11 アイドル堕天使 理奈                  |                                  | リイド社                       | TDKコア                          |
| 1997年3月28日  | 淫獣VS女スパイ                                                                   | ピンクパイナップル               | ピンクパイナップル             | ピンクパイナップル               |
| 1997年3月28日  | 誘惑 COUNT DOWN 第4巻 鏡［AKIRA］ 第一章                                         | ピンクパイナップル               | ピンクパイナップル             | ピンクパイナップル               |
| 1997年4月4日   | LUNATIC NIGHT II（ルナティックナイト II）                                        | ナック映画                       | ヤングコーポレーション、ナック | カレス・コミュニケーションズ     |
| 1997年4月21日  | きゃんきゃんバニーエクストラ Vol.6                                               | ピンクパイナップル               | ピンクパイナップル             | ピンクパイナップル               |
| 1997年4月21日  | Virtuacall2（バーチャコール2） ACCESS.1 バーチャコールの世界へようこそ           | ピンクパイナップル               | ピンクパイナップル             | ピンクパイナップル               |
| 1997年4月25日  | 河原崎家の一族 THE ANIMATION 後篇                                                | ピンクパイナップル               | ピンクパイナップル             | ピンクパイナップル               |
| 1997年5月23日  | 淫魔妖女IV MAYA                                                                  | ピンクパイナップル               | ピンクパイナップル             | ピンクパイナップル               |
| 1997年5月23日  | えっちーず 第1話 UNIO FAMILIA                                                    | ピンクパイナップル               | ピンクパイナップル             | ピンクパイナップル               |
| 1997年5月23日  | 誘惑 COUNT DOWN 第5巻 鏡［AKIRA］ 第二章                                         | ピンクパイナップル               | ピンクパイナップル             | ピンクパイナップル               |
| 1997年5月30日  | Virtuacall2（バーチャコール2） ACCESS.2 本当の想いを君に                         | ピンクパイナップル               | ピンクパイナップル             | ピンクパイナップル               |
| 1997年6月13日  | 淫獣聖戦XX 魔王新生篇                                                            | 大映                             | 大映                           | 徳間ジャパンコミュニケーションズ |
| 1997年6月27日  | GLO・RI・A 〜禁断の血族〜 Vol.1 INVITATION                                       | ピンクパイナップル               | ピンクパイナップル             | ピンクパイナップル               |
| 1997年6月27日  | 魔法の詩保ちゃん 第2話 夏のバカンス                                              | ピンクパイナップル               | ピンクパイナップル             | ピンクパイナップル               |
| 1997年6月30日  | シークレットアニマシリーズ OPERATION-1 MaMa Vol.1                                | TDKコア                          | TDKコア                        | TDKコア                          |
| 1997年7月11日  | 淫獣聖戦XX 鬼畜都市篇                                                            | 大映                             | 大映                           | 徳間ジャパンコミュニケーションズ |
| 1997年7月21日  | TOKIO機動ポリス Vol.1                                                            | ビームエンタテインメント         | ビームエンタテインメント       | ビームエンタテインメント         |
| 1997年7月25日  | 淫獣 〜ねらわれたアイドル〜                                                      | ピンクパイナップル               | ピンクパイナップル             | ピンクパイナップル               |
| 1997年7月25日  | 闘神都市II 青嵐篇                                                                | ピンクパイナップル               | ピンクパイナップル             | ピンクパイナップル               |
| 1997年7月30日  | シークレットアニマシリーズ OPERATION-2 MaMa Vol.2 HOME,SWEET HOME                | TDKコア                          | TDKコア                        | TDKコア                          |
| 1997年8月8日   | 淫獣聖戦XX 姉妹奈落篇                                                            | 大映                             | 大映                           | 徳間ジャパンコミュニケーションズ |
| 1997年8月21日  | TOKIO機動ポリス Vol.2                                                            | ビームエンタテインメント         | ビームエンタテインメント       | ビームエンタテインメント         |
| 1997年8月22日  | 淫魔大都市II 淫魔覚醒編                                                          | コムストック                     | コムストック                   | カレス・コミュニケーションズ     |
| 1997年8月29日  | 遺作 惨劇一 里香                                                                 | ピンクパイナップル               | ピンクパイナップル             | ピンクパイナップル               |
| 1997年8月29日  | えっちーず 第2話 かんたんな、かんけい                                            | ピンクパイナップル               | ピンクパイナップル             | ピンクパイナップル               |
| 1997年8月29日  | GLO・RI・A 〜禁断の血族〜 Vol.2 JEALOUSY                                         | ピンクパイナップル               | ピンクパイナップル             | ピンクパイナップル               |
| 1997年8月29日  | 誘惑 COUNT DOWN 第6巻 鏡［AKIRA］ 第三章                                         | ピンクパイナップル               | ピンクパイナップル             | ピンクパイナップル               |
| 1997年9月12日  | 淫獣聖戦XX 羽衣飛翔篇                                                            | 大映                             | 大映                           | 徳間ジャパンコミュニケーションズ |
| 1997年9月26日  | 淫獣大決戦                                                                       | ピンクパイナップル               | ピンクパイナップル             | ピンクパイナップル               |
| 1997年9月26日  | 闘神都市II 激闘篇                                                                | ピンクパイナップル               | ピンクパイナップル             | ピンクパイナップル               |
| 1997年9月26日  | LUNATIC NIGHT III（ルナティックナイト III）                                      | ナック映画                       | ヤングコーポレーション、ナック | カレス・コミュニケーションズ     |
| 1997年10月24日 | GLO・RI・A 〜禁断の血族〜 Vol.3 AWAKEN                                           | ピンクパイナップル               | ピンクパイナップル             | ピンクパイナップル               |
| 1997年10月24日 | Pia♥キャロットへようこそ!! Menu1.「キレイなお姉さんはいかがですか?」             | ピンクパイナップル               | ピンクパイナップル             | ピンクパイナップル               |
| 1997年10月25日 | シークレットアニマシリーズ OPERATION-3 ちゅっ2                                   | TDKコア                          | TDKコア                        | TDKコア                          |
| 1997年11月1日  | 淫魔妖女V 麻弥                                                                   | ピンクパイナップル               | ピンクパイナップル             | ピンクパイナップル               |
| 1997年11月14日 | 哀・奴隷 -アイ・ドール-                                                          | あい・どーるプロジェクト         | あい・どーるプロジェクト       | ジェイ・ブイ・ディー             |
| 1997年11月25日 | 居候天国〈絶頂篇〉                                                               | ナック映画                       | ヤングコーポレーション、ナック | ビームエンタテインメント         |
| 1997年11月28日 | 遺作 惨劇二 琴未                                                                 | ピンクパイナップル               | ピンクパイナップル             | ピンクパイナップル               |
| 1997年12月19日 | 闘神都市II 血戦篇                                                                | ピンクパイナップル               | ピンクパイナップル             | ピンクパイナップル               |
| 1998年1月23日  | Pia♥キャロットへようこそ!! Menu2.「オトナの恋はいかがですか?」                   | ピンクパイナップル               | ピンクパイナップル             | ピンクパイナップル               |
| 1998年1月23日  | 微熱症候群 ただいま診察中                                                        | ナック映画                       | ヤングコーポレーション、ナック | カレス・コミュニケーションズ     |
| 1998年1月25日  | シークレットアニマシリーズ OPERATION-6 MOMONE（桃音）                            | TDKコア                          | TDKコア                        | TDKコア                          |
| 1998年2月20日  | セクシートリガーシリーズ第1弾 WAKE UP! アリア 魔女っ娘バージン危機一髪           | 宇宙企画                         | メディアステーション           |                                  |
| 1998年2月25日  | A KITE（カイト） Vol.1                                                           | ビームエンタテインメント         | ビームエンタテインメント       | ビームエンタテインメント         |
| 1998年2月25日  | シークレットアニマシリーズ OPERATION-4 2×1 Vol.1                                 | TDKコア                          | TDKコア                        | TDKコア                          |
| 1998年2月25日  | シークレットアニマシリーズ OPERATION-7 ドリームハザード 悪魔のイメージプログラム | TDKコア                          | TDKコア                        | TDKコア                          |
| 1998年2月27日  | 遺作 惨劇三 美由紀                                                               | ピンクパイナップル               | ピンクパイナップル             | ピンクパイナップル               |
| 1998年2月27日  | ビ・ヨンド 第1話 覚醒〜awakening Satan;the Devil.〜                              | ピンクパイナップル               | ピンクパイナップル             | ピンクパイナップル               |
| 1998年3月20日  | Terra Story（テラストーリー） 〜告白〜                                           | 大映                             | 大映                           | 徳間ジャパンコミュニケーションズ |
| 1998年3月25日  | シークレットアニマシリーズ OPERATION-5 2×1 Vol.2                                 | TDKコア                          | TDKコア                        | TDKコア                          |
| 1998年4月20日  | Terra Story2（テラストーリー2） 〜僕の天使〜                                     | 大映                             | 大映                           | 徳間ジャパンコミュニケーションズ |
| 1998年4月24日  | 淫魔大都市III 淫魔蘇生編                                                         | コムストック                     | コムストック                   | カレス・コミュニケーションズ     |
| 1998年4月24日  | Pia♥キャロットへようこそ!! Menu3.「素顔のカノジョはいかがですか?」               | ピンクパイナップル               | ピンクパイナップル             | ピンクパイナップル               |
| 1998年4月24日  | 放課後恋愛クラブ -恋のエチュード- 第1話「恋にドーキはいらないし…」               | ピンクパイナップル               | ピンクパイナップル             | ピンクパイナップル               |
| 1998年4月25日  | 魔法少女メルル -サハギンの河-                                                    | あかとんぼ                       | あかとんぼ                     | ビームエンタテインメント         |
| 1998年5月29日  | ビ・ヨンド 第2話 伝説〜The legend of Satan;the Devil.〜                          | ピンクパイナップル               | ピンクパイナップル             | ピンクパイナップル               |
| 1998年6月25日  | シークレットアニマシリーズ OPERATION-8 ピアニスト                                | TDKコア                          | TDKコア                        | TDKコア                          |
| 1998年7月20日  | Rhythm 恋の律動 〜始まり〜                                                       | 大映                             | 大映                           | 徳間ジャパンコミュニケーションズ |
| 1998年7月24日  | 無人島物語X 第1話「漂着」                                                        | ピンクパイナップル               | ピンクパイナップル             | ピンクパイナップル               |
| 1998年8月20日  | Rhythm 恋の律動2 〜ぬくもり〜                                                    | 大映                             | 大映                           | 徳間ジャパンコミュニケーションズ |
| 1998年8月21日  | 放課後恋愛クラブ -恋のエチュード- 第2話「…コンキョがないのが恋だから」           | ピンクパイナップル               | ピンクパイナップル             | ピンクパイナップル               |
| 1998年8月25日  | 学園ソドム VOL.1                                                                 | グリーンバニー                   | ビームエンタテインメント       | ビームエンタテインメント         |
| 1998年8月25日  | ミッドナイトパンサー VOL.1 愛であなたを殺してあげる…                             | グリーンバニー                   | ビームエンタテインメント       | ビームエンタテインメント         |
| 1998年9月24日  | 殻の中の小鳥 クレア編                                                            | ゲオ販売                         | ゲオ販売                       | ゲオ販売                         |
| 1998年9月25日  | 御先祖賛江 第一話「面影」                                                        | ビームエンタテインメント         | ビームエンタテインメント       | ビームエンタテインメント         |
| 1998年9月25日  | シークレットアニマシリーズ OPERATION-9 Love2ポリス                               | TDKコア                          | TDKコア                        | TDKコア                          |
| 1998年9月25日  | YU-NO 第1幕「誘惑する事象たち」                                                  | ピンクパイナップル               | ピンクパイナップル             | ピンクパイナップル               |
| 1998年10月9日  | ショーヨノイド 真琴ちゃん 「コギャリオン死すっ!? 私がうわさのまこっちゃんの巻」  | まこっちゃんプロジェクト         | まこっちゃんプロジェクト       | ジェイ・ブイ・ディー             |
| 1998年10月23日 | Dragon Knight4（ドラゴンナイト4） MAP1 RETURN                                    | ピンクパイナップル               | ピンクパイナップル             | ピンクパイナップル               |
| 1998年10月23日 | Pia♥キャロットへようこそ!!2 Menu1 メインディッシュはフルコースで…!?              | ピンクパイナップル               | ピンクパイナップル             | ピンクパイナップル               |
| 1998年10月23日 | 無人島物語X 第2話「罠」                                                          | ピンクパイナップル               | ピンクパイナップル             | ピンクパイナップル               |
| 1998年10月25日 | A KITE（カイト） Vol.2                                                           | ビームエンタテインメント         | ビームエンタテインメント       | ビームエンタテインメント         |
| 1998年10月25日 | Space Ofera アッガ・ルター 第一話「少年期の終わり」                              | ビームエンタテインメント         | ビームエンタテインメント       | ビームエンタテインメント         |
| 1998年11月19日 | 交淫天使 〜背徳のリセエンヌ〜                                                    | 交淫天使プロジェクト             | 交淫天使プロジェクト           | ジェイ・ブイ・ディー             |
| 1998年11月25日 | 学園ソドム VOL.2                                                                 | グリーンバニー                   | ビームエンタテインメント       | ビームエンタテインメント         |
| 1998年11月25日 | 御先祖賛江 第二話「誰彼」                                                        | ビームエンタテインメント         | ビームエンタテインメント       | ビームエンタテインメント         |
| 1998年12月18日 | ショーヨノイド 真琴ちゃん2 「敵か味方か、ショーゴノイド登場!!の巻」              | まこっちゃんプロジェクト         | まこっちゃんプロジェクト       | ジェイ・ブイ・ディー             |
| 1998年12月18日 | Space Ofera アッガ・ルター 第二話「いさましいチビのトラブルメイカー」            | ビームエンタテインメント         | ビームエンタテインメント       | ビームエンタテインメント         |
| 1998年12月18日 | ミッドナイトパンサー VOL.2 永遠のキスをあなたにあげる…                           | グリーンバニー                   | ビームエンタテインメント       | ビームエンタテインメント         |
| 1999年1月21日  | JUNK STORY 鉄屑物語                                                              |                                  | マリリン                       | ミュージアム                     |
| 1999年1月22日  | Pia♥キャロットへようこそ!!2 Menu2 デザートはメインディッシュのまえ…!?            | ピンクパイナップル               | ピンクパイナップル             | ピンクパイナップル               |
| 1999年1月22日  | 無人島物語X 第3話「疑心」                                                        | ピンクパイナップル               | ピンクパイナップル             | ピンクパイナップル               |
| 1999年1月22日  | YU-NO 第2幕「不連続体のコンチェルト」                                            | ピンクパイナップル               | ピンクパイナップル             | ピンクパイナップル               |
| 1999年1月25日  | 御先祖賛江 第三話「恋闇」                                                        | ビームエンタテインメント         | ビームエンタテインメント       | ビームエンタテインメント         |
| 1999年2月24日  | 殻の中の小鳥 〜ユウキ レン〜                                                     | ゲオ販売                         | ディスカバリー                 | ゲオ販売                         |
| 1999年2月25日  | Space Ofera アッガ・ルター 第三話「元祖 大四畳半細腕繁盛記」                     | ビームエンタテインメント         | ビームエンタテインメント       | ビームエンタテインメント         |
| 1999年2月25日  | Natural（ナチュラル） VOL.1「心ひかれて」                                        | グリーンバニー                   | ビームエンタテインメント       | ビームエンタテインメント         |
| 1999年2月26日  | 淫獣 〜ねらわれた花嫁〜 前篇                                                     | ピンクパイナップル               | ピンクパイナップル             | ピンクパイナップル               |
| 1999年2月26日  | 臭作 第一章「おやぢの花園」                                                      | ピンクパイナップル               | ピンクパイナップル             | ピンクパイナップル               |
| 1999年2月26日  | 女畜（MECHIKU）                                                                  | 女畜制作委員会                   | 女畜制作委員会                 | ジェイ・ブイ・ディー             |
| 1999年3月5日   | 淫獣 〜ねらわれた花嫁〜 後篇                                                     | ピンクパイナップル               | ピンクパイナップル             | ピンクパイナップル               |
| 1999年3月25日  | 御先祖賛江 最終話「常少女」                                                      | ビームエンタテインメント         | ビームエンタテインメント       | ビームエンタテインメント         |
| 1999年3月26日  | 遺作 終劇「罪と罰」                                                              | ピンクパイナップル               | ピンクパイナップル             | ピンクパイナップル               |
| 1999年3月26日  | 快楽殺人調査官 KoJi File1:魔導開眼                                               | スカイバード                     | セピアコーポレーション         | アミューズソフト販売             |
| 1999年3月26日  | Dragon Knight4（ドラゴンナイト4） MAP2 PRINCESS                                  | ピンクパイナップル               | ピンクパイナップル             | ピンクパイナップル               |
| 1999年4月2日   | Dragon Knight4（ドラゴンナイト4） MAP3 DESTINY                                   | ピンクパイナップル               | ピンクパイナップル             | ピンクパイナップル               |
| 1999年4月23日  | Pia♥キャロットへようこそ!!2 Menu3 メインディッシュはおまかせで…!?                | ピンクパイナップル               | ピンクパイナップル             | ピンクパイナップル               |
| 1999年4月23日  | 無人島物語X 第4話「夜明」                                                        | ピンクパイナップル               | ピンクパイナップル             | ピンクパイナップル               |
| 1999年4月25日  | Space Ofera アッガ・ルター 第四話「君にMUNEキュン」                              | ビームエンタテインメント         | ビームエンタテインメント       | ビームエンタテインメント         |
| 1999年4月30日  | 聖贄（いけにえ）                                                                 | デジタルワークス                 | バニラ                         | ジェイ・ブイ・ディー             |
| 1999年5月25日  | DETECTIVE 〜禁断の愛〜 File.1                                                    | あかとんぼ                       | あかとんぼ                     | ビームエンタテインメント         |
| 1999年5月25日  | Natural（ナチュラル） VOL.2「ひとつに溶けて」                                    | グリーンバニー                   | ビームエンタテインメント       | ビームエンタテインメント         |
| 1999年5月27日  | 快楽殺人調査官 KoJi File2:超能胎動                                               | スカイバード                     | セピアコーポレーション         | アミューズソフト販売             |
| 1999年6月22日  | 原罪病棟 カルテI                                                                 | ファイブウェイズ                 | シネマパラダイス               | ファイブウェイズ                 |
| 1999年6月25日  | KISSより… 第1章 -SUMMER-                                                         | デジタルワークス                 | バニラ                         | ジェイ・ブイ・ディー             |
| 1999年6月25日  | 臭作 第二章「おやぢの美学」                                                      | ピンクパイナップル               | ピンクパイナップル             | ピンクパイナップル               |
| 1999年6月25日  | YU-NO 第3幕「分岐点のシンデレラ」                                                | ピンクパイナップル               | ピンクパイナップル             | ピンクパイナップル               |
| 1999年6月26日  | 殻の中の小鳥 〜アイシャ・ファーファリス〜                                        | セブンエイト                     | ディスカバリー                 | セブンエイト                     |
| 1999年7月16日  | 新リヨン伝説 もう一人のフレア                                                    | 宇宙企画                         | メディアステーション           |                                  |
| 1999年7月22日  | My Life As（マイ ライフ アズ） Stage1 A Chicken                                  | ファイブウェイズ                 | 中尾産業                       | ファイブウェイズ                 |
| 1999年7月23日  | 快楽殺人調査官 KoJi File3:地獄曼陀羅                                             | セピアコーポレーション           | セピアコーポレーション         | アミューズソフト販売             |
| 1999年7月30日  | 櫻の杜 Vol.1 幽霊研究会危機一髪                                                  | ディディ                         | メディアバンク                 | メディアバンク                   |
| 1999年7月30日  | みさとちゃんの夢日記                                                             | ディディ                         | メディアバンク                 | メディアバンク                   |
| 1999年8月22日  | 聖操奴隷（あやつりにんぎょう）                                                   | ファイブウェイズ                 | シネマパラダイス               | ファイブウェイズ                 |
| 1999年8月25日  | Words Worth（ワーズ・ワース） VOL.1「光と影の伝説」                              | グリーンバニー                   | グリーンバニー                 | ビームエンタテインメント         |
| 1999年8月27日  | KISSより… 第2章 -AUTUMN-                                                         | デジタルワークス                 | バニラ                         | ジェイ・ブイ・ディー             |
| 1999年8月27日  | 櫻の杜 Vol.2 お嬢のひ・み・つ                                                    | ディディ                         | メディアバンク                 | メディアバンク                   |
| 1999年8月27日  | Dragon Knight4（ドラゴンナイト4） MAP4 ETERNAL                                   | ピンクパイナップル               | ピンクパイナップル             | ピンクパイナップル               |
| 1999年8月27日  | 保健室で逢いましょう                                                             | ディディ                         | メディアバンク                 | メディアバンク                   |
| 1999年9月10日  | ブルセラ忍者只今参上 くノ一学園忍法帖 外伝 必殺技編 新條玲子之巻                 | Peach・@                         | シャトルジャパン               |                                  |
| 1999年9月10日  | ブルセラ忍者只今参上 くノ一学園忍法帖 外伝 必殺技編 八剣忍之巻                   | Peach・@                         | シャトルジャパン               |                                  |
| 1999年9月18日  | 緋色の刻 巻乃壱                                                                  | ファイブウェイズ                 | シネマパラダイス               | ファイブウェイズ                 |
| 1999年9月22日  | 臭作 第三章「おやぢのプライド」                                                  | ピンクパイナップル               | ピンクパイナップル             | ピンクパイナップル               |
| 1999年9月24日  | YU-NO 第4幕「世界の果てで女神は唄う」                                            | ピンクパイナップル               | ピンクパイナップル             | ピンクパイナップル               |
| 1999年9月25日  | 殻の中の小鳥 〜リース・ウェン・ネフタ〜                                          | セブンエイト                     | ディスカバリー                 | セブンエイト                     |
| 1999年9月25日  | ピッコマンの鬼畜道 〜真夜中のみるくパーティー〜                                  | あかとんぼ                       | あかとんぼ                     | ビームエンタテインメント         |
| 1999年10月8日  | めいking エピソード1                                                             | デジタルワークス                 | バニラ                         | ジェイ・ブイ・ディー             |
| 1999年10月15日 | 平成女学園 課外レッスン そんな恥しい事するんですか〜                             | Peach・@                         | シャトルジャパン               |                                  |
| 1999年10月18日 | スパイラル オーヴァ Vol.1                                                        | ファイブウェイズ                 | シネマパラダイス               | ファイブウェイズ                 |
| 1999年10月29日 | 黒の断章 Mystery of Necronomicom 第一章                                          | セブンエイト                     | ディスカバリー                 | セブンエイト                     |
| 1999年11月5日  | KISSより… 第3章 -WINTER-                                                         | デジタルワークス                 | バニラ                         | ジェイ・ブイ・ディー             |
| 1999年11月18日 | 原罪病棟 カルテII                                                                | ファイブウェイズ                 | シネマパラダイス               | ファイブウェイズ                 |
| 1999年11月25日 | Words Worth（ワーズ・ワース） VOL.2「神々の戯れ」                                | グリーンバニー                   | グリーンバニー                 | ビームエンタテインメント         |
| 1999年11月26日 | 無人島物語XX File1「自鳴琴」                                                     | ピンクパイナップル               | ピンクパイナップル             | ピンクパイナップル               |
| 1999年11月30日 | シスターズ輪舞（ロンド） チャーム・ポイントI                                     | あかとんぼ                       | あかとんぼ                     | ビームエンタテインメント         |
| 1999年12月3日  | 姉妹いじり 前編                                                                  | デジタルワークス                 | バニラ                         | ジェイ・ブイ・ディー             |
| 1999年12月17日 | 脅迫 〜終わらない明日〜 THE ANIMATION STAGE1 結城綾                              | ピンクパイナップル               | ピンクパイナップル             | ピンクパイナップル               |
| 1999年12月18日 | G-taste 〜八木沢 萌〜                                                            |                                  | マイピック、プラネット         | ビームエンタテインメント         |
| 1999年12月18日 | もぎたてマリナちゃん                                                             | ファイブウェイズ                 | シネマヌーヴ                   | ファイブウェイズ                 |
| 1999年12月24日 | めいking エピソード2                                                             | デジタルワークス                 | バニラ                         | ジェイ・ブイ・ディー             |
| ←1980年代      | ↑目次                                                                            | 2000年代→                        | 2000年代→                      | 2000年代→                        |